# Andrea Pinamonti
Andrea Pinamonti (* 19. Mai 1999 in Cles) ist ein italienischer Fußballspieler. Der Stürmer ist aktuell von der US Sassuolo Calcio an den CFC Genua ausgeliehen.

## Karriere

### In den Vereinsmannschaften
Andrea Pinamonti wuchs im auf dem Nonsberg gelegenen Tassullo in der Provinz Trient auf. Er spielte vier Jahre in der Jugend von Inter Mailand. Am 8. Dezember 2016 gab Pinamonti sein Europa-League- und Pflichtspieldebüt, als er beim 2:1-Heimsieg gegen Sparta Prag von Beginn an spielte; er wurde in der 80. Minute für Axel Bakayoko ausgewechselt.
Nach einer erstmaligen Leihe beim Ligakonkurrenten Frosinone Calcio in der Saison 2018/19 verlieh Inter ihn erneut für die folgende Saison, diesmal an den CFC Genua. Der Vertrag beinhaltete eine Kaufpflicht Genuas im Juli 2020, womit der feste Wechsel Pinamontis endgültig abgeschlossen wurde. Tatsächlich aber kam Inter im September 2020 noch einmal auf den CFC zu und unterbreitete ihm ein Angebot für eine Rückverpflichtung Pinamontis. So wechselte der Spieler zweieinhalb Monate nach seiner festen Verpflichtung durch die Genuesen ebenfalls fest zu seinem ehemaligen Verein zurück.
Für die Saison 2021/22 wurde Pinamonti an den FC Empoli verliehen. Zur Saison 2022/23 wurde er für 20 Mio. Euro Ablöse in Form einer einjährigen Leihe mit anschließender Kaufverpflichtung von US Sassuolo Calcio verpflichtet. Nach dem Abstieg von Sassuolo in die Serie B wechselte Pinamonti im Sommer 2024 leihweise mit Kaufoption zum CFC Genua.

### In der Nationalmannschaft
Pinamonti war von 2014 bis 2021 für die U15-, U16-, U17-, U19-, U20- und U21-Nationalmannschaft Italiens aktiv und nahm unter anderem an der U-20-Fußball-Weltmeisterschaft 2019 teil, bei der er mit vier Toren zweitbester Torschütze wurde.
Im November 2022 wurde er von Roberto Mancini erstmals in die Nationalmannschaft Italiens berufen und debütierte am 16. November 2022 gegen Albanien. Seitdem erfolgte keine weitere Nominierung.